# Lista de filmes baseados nas publicações da Marvel Comics
A Marvel Comics é uma editora de quadrinhos americanos e mídia relacionada. Ela conta entre seus personagens super-heróis conhecidos como Homem-Aranha, Homem de Ferro, Hulk, Thor, Capitão América, Pantera Negra, Doutor Estranho, Homem-Formiga, Wolverine, Demolidor e Deadpool, e equipes como os Vingadores, os X-Men, o Quarteto Fantástico e os Guardiões da Galáxia. A maioria dos personagens fictícios da Marvel são retratados ocupando um universo fictício compartilhado, a maioria dos locais espelhando lugares da vida real. Muitos personagens principais estão baseados na cidade de Nova York.
As adaptações cinematográficas com base nas propriedades da Marvel Comics incluem filmes em série lançados nos cinemas, filmes em live-action e de animação, lançamentos direto para vídeo e filmes para televisão.

## Filmes em live-action
Os filmes e curtas em live-action produzidos pela Marvel Studios são ambientados no Universo Cinematográfico Marvel (MCU), a menos que indicado de outra forma.
| Ano  | Título                                    | Estúdio(s) de produção                | Notas |
| ---- | ----------------------------------------- | ------------------------------------- | --- |
| 1986 | Howard: O Super-Herói                     | Universal Pictures                    | Co-produzido pela Lucasfilm |
| 1998 | Blade: O Caçador de Vampiros              | New Line Cinema                       | |
| 2000 | X-Men: O Filme                            | 20th Century Fox                      | |
| 2002 | Blade II: O Caçador de Vampiros           | New Line Cinema                       | |
| 2002 | Homem-Aranha                              | Columbia Pictures                     | Indicado para 2 Oscars |
| 2003 | Demolidor: O Homem sem Medo               | 20th Century Fox                      | Co-produzido pela Regency Enterprises |
| 2003 | X-Men 2                                   | 20th Century Fox                      | |
| 2003 | Hulk                                      | Universal Pictures                    | |
| 2004 | O Justiceiro                              | Artisan Entertainment                 | Distribuído pela Lionsgate Films nos EUA e Canadá e Columbia Pictures em outros territórios                                                         |
| 2004 | Homem-Aranha 2                            | Columbia Pictures                     | Venceu 1 Oscar, indicado para mais 2 |
| 2004 | Blade: Trinity                            | New Line Cinema                       | |
| 2005 | Homem-Coisa: A natureza do medo           | Lionsgate Films                       | |
| 2005 | Elektra                                   | 20th Century Fox                      | Co-produzido pela Regency Enterprises |
| 2005 | Quarteto Fantástico                       | 20th Century Fox                      | |
| 2006 | X-Men:O Confronto Final                   |                                       | |
| 2007 | Motoqueiro Fantasma                       | Columbia Pictures                     | |
| 2007 | Homem-Aranha 3                            | Columbia Pictures                     | |
| 2007 | Quarteto Fantástico e o Surfista Prateado | 20th Century Fox                      | |
| 2008 | Homem de Ferro                            | Marvel Studios                        | Distribuído pela Paramount Pictures; indicado para 2 Oscars                                                                                         |
| 2008 | O Incrível Hulk                           | Marvel Studios                        | Distribuído pela Universal Pictures |
| 2008 | O Justiceiro: Em Zona de Guerra           | Lionsgate Films                       | Co-produzido pela Marvel Studios sob a bandeira da Marvel Knights; distribuído pela Columbia Pictures fora dos Estados Unidos; não faz parte do MCU |
| 2009 | X-Men Origens: Wolverine                  | 20th Century Fox                      | |
| 2010 | Homem de Ferro 2                          | Marvel Studios                        | Distribuído pela Paramount Pictures; indicado para 1 Oscar                                                                                          |
| 2011 | Thor                                      | Marvel Studios                        | Distribuído pela Paramount Pictures |
| 2011 | X-Men: Primeira Classe                    | 20th Century Fox                      | |
| 2011 | Capitão América: O Primeiro Vingador      | Marvel Studios                        | Distribuído pela Paramount Pictures |
| 2011 | Motoqueiro Fantasma: Espírito de Vingança | Columbia Pictures                     | Co-produzido pela Marvel Studios sob a bandeira da Marvel Knights; não faz parte do MCU                                                             |
| 2012 | Vingadores                                | Marvel Studios                        | Primeiro filme da Marvel Studios distribuído pela Walt Disney Studios Motion Pictures; indicado para 1 Oscar                                        |
| 2012 | O Espetacular Homem-Aranha                | Columbia Pictures                     | |
| 2013 | Homem de Ferro 3                          | Marvel Studios                        | Indicado para 1 Oscar |
| 2013 | Wolverine: Imortal                        | 20th Century Fox                      | |
| 2013 | Thor: O Mundo Sombrio                     | Marvel Studios                        | |
| 2014 | Capitão América: O Soldado Invernal       | Marvel Studios                        | Indicado para 1 Oscar |
| 2014 | O Espetacular Homem-Aranha 2              | Columbia Pictures                     | |
| 2014 | X-Men: Dias de um Futuro Esquecido        | 20th Century Fox                      | Indicado para 1 Oscar |
| 2014 | Guardiões da Galáxia                      | Marvel Studios                        | Indicado para 2 Oscars |
| 2015 | Vingadores: Era de Ultron                 | Marvel Studios                        | |
| 2015 | Homem-Formiga                             | Marvel Studios                        | |
| 2015 | Quarteto Fantástico                       | 20th Century Fox                      | |
| 2016 | Deadpool                                  | 20th Century Fox                      | |
| 2016 | Capitão América: Guerra Civil             | Marvel Studios                        | |
| 2016 | X-Men: Apocalipse                         | 20th Century Fox                      | |
| 2016 | Doutor Estranho                           | Marvel Studios                        | Indicado para 1 Oscar |
| 2017 | Logan                                     | 20th Century Fox                      | Indicado para 1 Oscar |
| 2017 | Guardiões da Galáxia Vol. 2               | Marvel Studios                        | Indicado para 1 Oscar |
| 2017 | Homem-Aranha: De Volta ao Lar             | Columbia Pictures / Marvel Studios    | Distribuído pela Sony Pictures |
| 2017 | Thor: Ragnarok                            | Marvel Studios                        | |
| 2018 | Pantera Negra                             | Marvel Studios                        | Venceu 3 Oscars, indicado para mais 4 |
| 2018 | Vingadores: Guerra Infinita               | Marvel Studios                        | Indicado para 1 Oscar |
| 2018 | Deadpool 2                                | 20th Century Fox                      | A versão PG-13 intitulada Once Upon a Deadpool foi lançada nos cinemas com cenas alternativas e estendidas                                          |
| 2018 | Homem-Formiga e a Vespa                   | Marvel Studios                        | |
| 2018 | Venom                                     | Columbia Pictures                     | |
| 2019 | Capitã Marvel                             | Marvel Studios                        | |
| 2019 | Vingadores: Ultimato                      | Marvel Studios                        | Indicado para 1 Oscar |
| 2019 | X-Men: Fênix Negra                        | 20th Century Fox                      | |
| 2019 | Homem-Aranha: Longe de Casa               | Columbia Pictures / Marvel Studios    | Distribuído pela Sony Pictures |
| 2020 | Os Novos Mutantes                         | 20th Century Studios                  | |
| 2021 | Viúva Negra                               | Marvel Studios                        | Lançado simultaneamente nos cinemas e no Disney+ |
| 2021 | Shang-Chi e a Lenda dos Dez Anéis         | Marvel Studios                        | |
| 2021 | Venom:Tempo de Carnificina                | Columbia Pictures                     | |
| 2021 | Eternos                                   | Marvel Studios                        | |
| 2021 | Homem-Aranha: Sem Volta Para Casa         | Columbia Pictures / Marvel Studios    | |
| 2022 | Morbius                                   | Columbia Pictures                     | |
| 2022 | Doutor Estranho no Multiverso da Loucura  | Marvel Studios                        | |
| 2022 | Thor: Amor e Trovão                       | Marvel Studios                        | |
| 2022 | Pantera Negra: Wakanda Para Sempre        | Marvel Studios                        | |
| 2023 | Homem-Formiga e a Vespa: Quantumania      | Marvel Studios                        | |
| 2023 | Guardiões da Galáxia Vol. 3               | Marvel Studios                        | Lançado nos cinemas e no Disney+ |
| 2023 | As Marvels                                | Marvel Studios                        | |
| 2024 | Deadpool & Wolverine                      | 20th Century Studios / Marvel Studios | |
| 2025 | Capitão América: Admirável Mundo Novo     | Marvel Studios                        | |
| 2025 | Thunderbolts* / Os Novos Vingadores       | Marvel Studios                        | |
| 2025 | Quarteto Fantástico: Primeiros Passos     | Marvel Studios                        | |

| Futuros | Futuros                                                | Futuros                            | Futuros | Futuros |
| ------- | ------------------------------------------------------ | ---------------------------------- | ------- | ------- |
| 2026    | Spider-Man: Brand New Day                              | Marvel Studios                     |         |         |
| 2026    | Avengers: Doomsday                                     | Marvel Studios                     |         |         |
| 2027    | Spider-Man: Beyond the Spider-Verse                    | Columbia Pictures / Marvel Studios |         |         |
| 2027    | Avengers: Secret Wars                                  | Marvel Studios                     |         |         |
| TBA     | Blade                                                  | Marvel Studios                     |         |         |
| TBA     | Armor Wars                                             | Marvel Studios                     |         |         |
| TBA     | Black Panther 3                                        | Marvel Studios                     |         |         |
| TBA     | Sequência de Shang-Chi and the Legend of the Ten Rings | Marvel Studios                     |         |         |
| TBA     | Filme dos X-Men sem título                             | Marvel Studios                     |         |         |

### Seriados e curtas-metragens
| Ano  | Título                                             | Estúdio(s) de produção             | Aparição                                                         | Duração     | Notas                                                                  |
| ---- | -------------------------------------------------- | ---------------------------------- | ---------------------------------------------------------------- | ----------- | ---------------------------------------------------------------------- |
| 1944 | Captain America                                    | Republic Pictures                  | Lançado no cinema                                                | 243 minutos | Série de 15 capítulos; a Marvel era então conhecida como Timely Comics |
| 1978 | Spider-Man                                         | Toei Company                       | Toei Manga Matsuri Summer 1978                                   | 24 minutos  |                                                                        |
| 2011 | The Consultant                                     | Marvel Studios / Ebeling Group     | Lançamento do Blu-ray de Thor                                    | 4 minutos   | Marvel One-Shots                                                       |
| 2011 | A Funny Thing Happened on the Way to Thor's Hammer | Marvel Studios / Ebeling Group     | Lançamento do Blu-ray de Captain America: The First Avenger      | 4 minutos   | Marvel One-Shots                                                       |
| 2012 | Item 47                                            | Marvel Studios / M3 Creative       | Lançamento do Blu-ray de The Avengers                            | 12 minutos  | Marvel One-Shots                                                       |
| 2013 | Agent Carter                                       | Marvel Studios                     | Lançamento do Blu-ray e download digital de Iron Man 3           | 15 minutos  | Marvel One-Shots                                                       |
| 2014 | All Hail the King                                  | Marvel Studios                     | Lançamento do Blu-ray e download digital de Thor: The Dark World | 14 minutos  | Marvel One-Shots                                                       |
| 2016 | Team Thor                                          | Marvel Studios                     | Captain America: Civil War Blu-ray release                       | 4 minutes   |                                                                        |
| 2017 | Team Thor: Part 2                                  | Marvel Studios                     | Lançamento do Blu-ray de Doctor Strange                          | 5 minutos   |                                                                        |
| 2017 | No Good Deed                                       | 20th Century Fox                   | Lançado nos cinemas antes de Logan e online grátis               | 4 minutos   |                                                                        |
| 2018 | Team Darryl                                        | Marvel Studios                     | Lançamento do Blu-ray de Thor: Ragnarok                          | 6 minutes   |                                                                        |
| 2019 | Peter's To-Do List                                 | Columbia Pictures / Marvel Studios | Lançamento do Blu-ray de Spider-Man: Far From Home               | 3 minutos   |                                                                        |
| 2021 | Deadpool and Korg React                            | 20th Century Studios               | YouTube                                                          | 4 minutos   |                                                                        |

### Das marcas da Marvel
Icon Comics
| Ano     | Título                       | Estúdio(s) de produção                                                         | Notas                                                                                                   |
| ------- | ---------------------------- | ------------------------------------------------------------------------------ | --- |
| 2010    | Kick-Ass                     | Marv Films / Plan B Entertainment                                              | Distribuído pela Lionsgate Films nos EUA e Canadá e pela Universal Pictures em outros territórios       |
| 2013    | Kick-Ass 2                   | Marv Films / Plan B Entertainment                                              | Distribuído pela Universal Pictures                                                                     |
| 2015    | Kingsman: The Secret Service | Marv Films / Cloudy Productions / Shangri-La Entertainment / TSG Entertainment | Distribuído pela 20th Century Fox                                                                       |
| 2017    | Kingsman: The Golden Circle  | Marv Films / Cloudy Productions / TSG Entertainment                            | Distribuído pela 20th Century Fox                                                                       |
| 2021    | The King's Man               | Marv Studios / Cloudy Productions                                              | Pós-produção; distribuído pela 20th Century Studios; prequela da série de filmes Kingsman Malibu Comics |
| 2024    | Argylle                      | Apple Original Films / Marv Studios / Cloudy Productions                       | Distribuído pela Universal Pictures e Apple Original Films; spin-off da série de filmes Kingsman        |
| Futuros |                              |                                                                                | |
| TBA     | Stuntnuts: The Movie         | Marv Studios / Zebbo Productions                                               | |
| TBA     | Stuntnus Does School Fight   | Marv Studios / Zebbo Productions                                               | |

| Ano  | Título                      | Estúdio(s) de produção                                                                                      | Notas                                    |
| ---- | --------------------------- | --- | ---------------------------------------- |
| 1997 | Men in Black                | Columbia Pictures / Amblin Entertainment / Parkes + MacDonald Productions                                   | Venceu 1 Oscar, indicado para mais 2     |
| 2002 | Men in Black II             | Columbia Pictures / Amblin Entertainment / Parkes + MacDonald Productions                                   |                                          |
| 2012 | Men in Black III            | Columbia Pictures / Amblin Entertainment / P+M Image Nation / Hemisphere Media Capital                      |                                          |
| 2019 | Men in Black: International | Columbia Pictures / Amblin Entertainment / Parkes + MacDonald Productions / Image Nation / Tencent Pictures | Spin-off da série de filmes Men in Black |

#### Curtas-metragens
| Ano  | Título   | Estúdio(s) de produção | Notas                                                                                               |
| ---- | -------- | ---------------------- | --------------------------------------------------------------------------------------------------- |
| 1993 | Hardcase | Malibu Films           | Curta-metragem de 6 minutos; VHS lançado pela Wizard para promover o lançamento da linha Ultraverse |
| 1993 | Firearm  | Malibu Films           | Curta-metragem de 35 minutos; VHS lançado com a edição #0 da revista em quadrinhos Firearm          |

### Filmes direto para vídeo e televisão
| Ano  | Título                             | Estúdio(s) de produção                              | Notas |
| ---- | ---------------------------------- | --------------------------------------------------- | --- |
| 1977 | Spider-Man                         | Charles Fries Productions / Dan Goodman Productions | Episódio piloto backdoor da série de televisão The Amazing Spider-Man; lançamento limitado nos cinemas internacionalmente                                                      |
| 1978 | Dr. Strange                        | Universal Television                                | Episódio piloto para uma série de TV não produzida |
| 1979 | Captain America                    | Universal Television                                | |
| 1979 | Captain America II: Death Too Soon | Universal Television                                | |
| 1988 | The Incredible Hulk Returns        | New World Television / Bixby-Brandon Productions    | Tentativas de renascimento da série de TV The Incredible Hulk |
| 1989 | The Trial of the Incredible Hulk   | New World Television / Bixby-Brandon Productions    | Tentativas de renascimento da série de TV The Incredible Hulk |
| 1989 | The Punisher                       | New World Pictures                                  | Direto em vídeo nos EUA; lançamento limitado nos cinemas internacionalmente |
| 1990 | The Death of the Incredible Hulk   | New World Television / Bixby-Brandon Productions    | Revival attempt of The Incredible Hulk TV series |
| 1990 | Captain America                    | 21st Century Film Corporation                       | Co-produzido pela Jadran Film; direto em vídeo nos EUA; lançamento limitado nos cinemas internacionalmente                                                                     |
| 1994 | The Fantastic Four                 | Constantin Film                                     | Não lançado. Disponível em gravações bootleg e no YouTube. |
| 1996 | Generation X                       | New World Television                                | Episódio piloto de uma série de TV não produzida |
| 1998 | Nick Fury: Agent of S.H.I.E.L.D.   | 20th Century Fox Television                         | Episódio piloto de uma série de TV não produzida |
| 2005 | Man-Thing                          | Lionsgate Films / Artisan Entertainment             | Estreia na televisão nos EUA no canal Syfy; lançamento limitado nos cinemas internacionalmente; originalmente planejado para lançamento direto em vídeo e nos cinemas dos EUA. |